# Boquillas (Texas)
Boquillas war eine Ortschaft im südlichen Teil des Brewster Countys, sie lag am Ufer des Rio Grande. Der Ort ist heute Teil des Big-Bend-Nationalparks und beherbergt unter dem Namen Rio Grande Village eine Ranger-Station und mehrere Gebäude zur Versorgung der Touristen. Boquillas ist ein spanisches Wort und bedeutet „viele kleine Münder“, was wohl Bezug nimmt auf die vielen kleinen Wasserläufe bzw. nur temporär Wasser führenden Trockentäler, die von der Sierra Del Carmen kommend in den Rio Grande münden.

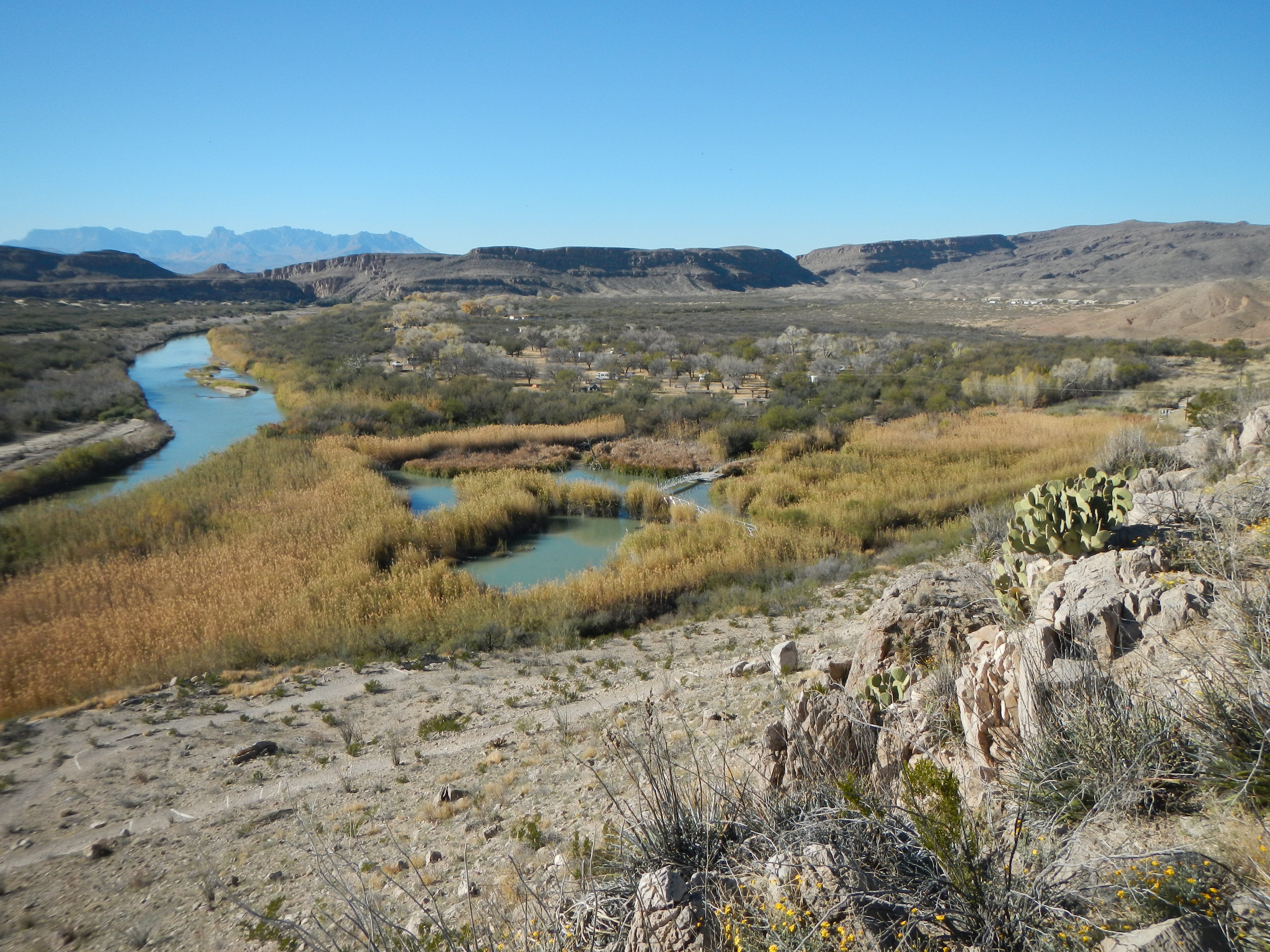
Rio Grande Village Überblick

## Geographie
Boquillas liegt 562 Meter über dem Meeresspiegel am Nordufer des Rio Grande. Der Ort hat ein semiarides Klima. Die Temperaturen liegen von April bis Oktober durchschnittlich über 30 Grad Celsius, von Mai bis September bei über 35 Grad. Die jährlichen Niederschläge betragen durchschnittlich 237 mm, wobei in den Monaten Mai bis August im Durchschnitt über 30 mm Niederschlag gemessen wurden.

## Geschichte
Rund sieben Kilometer nördlich des Ortes befinden sich mehrere heiße Quellen, die „Boquillas Hot Springs“, mit einer Wassertemperatur von 41 Grad Celsius. Felsenmalereien und Rußspuren deuten darauf hin, dass der Ort über lange Zeit von Indianern genutzt wurde. Als erster Spanier erreichte Pedro de Rabago y Teran 1747 die Quellen und fand Apachen vor, die in Dörfern lebten und in bescheidenem Ausmaß Landwirtschaft betrieben. Später dienten die Quellen den Comanchen als Zwischenstopp bei ihren Raubzügen nach Nordmexiko.

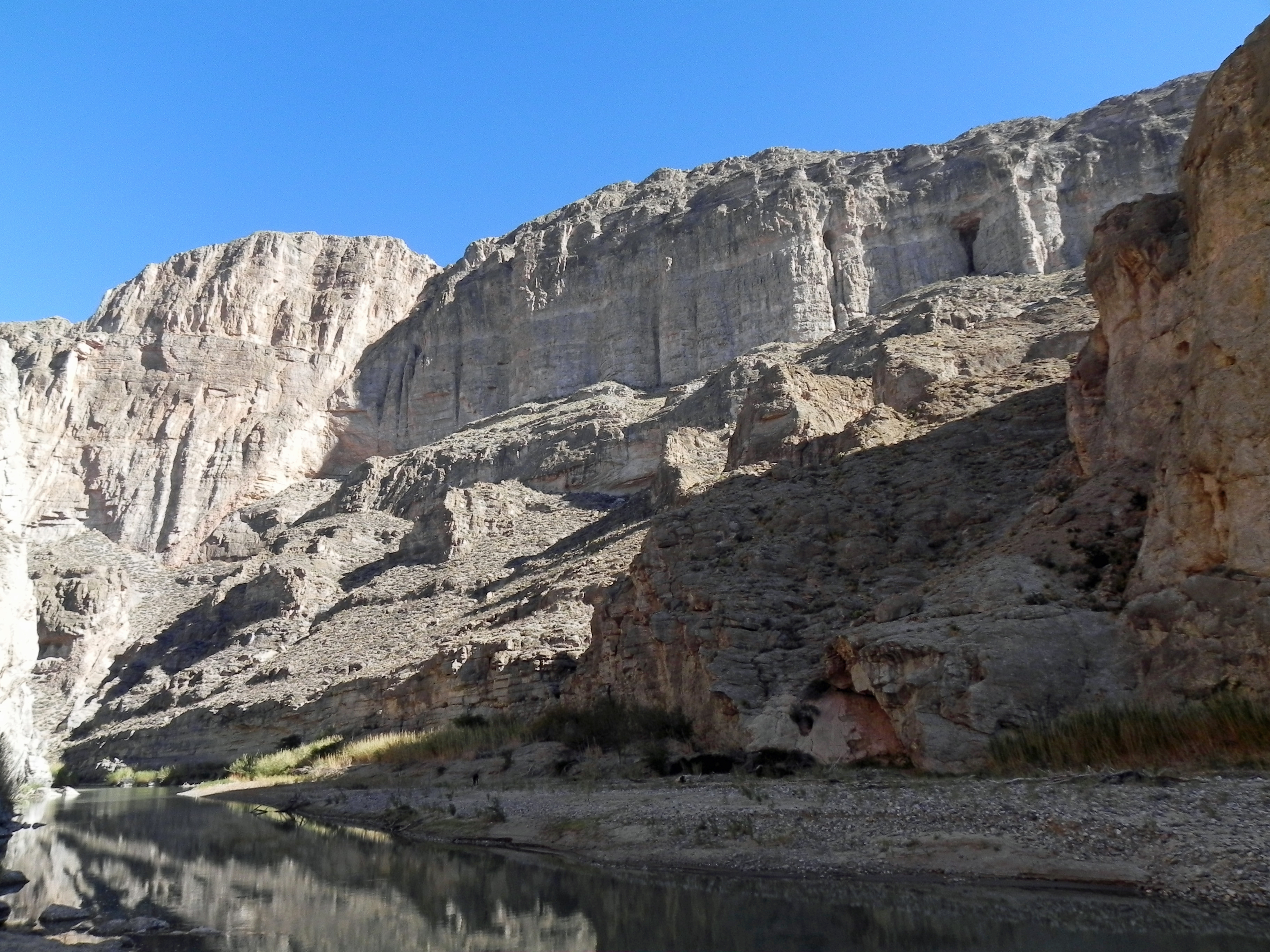
Boquillas Canyon

Als erste US-Amerikaner erforschte eine Truppe unter Major William J. Emory die Gegend im Sommer 1852, die sie unbewohnt vorfanden. Erst im Januar 1882 wurde die Gegend von drei Landvermessern, die von einer Truppe Texas Rangers begleitet wurde, erneut besucht. Die Gruppe war mit Booten den Rio Grande flussabwärts gefahren. Als sie am Boquillas Canyon auf der US-amerikanischen Seite des Flusses eine Gruppe von Wildpferden erblickten, soll der Offizier der Texas Rangers befohlen haben, alle Pferde zu töten, damit nicht Indianer in den Besitz der Pferde gelangen. Dieser Vorfall soll dazu geführt haben, dass der Canyon den Namen „Dead Horse Canyon“ bekam und die Mexikaner die nördliche Gebirgskette „Sierra del Caballo Muerto“ nannten.
1883 wurden auf der mexikanischen Seite beim Ort „Boquillas del Carmen“ Silber- und Bleivorkommen entdeckt. Mit einer Seilbahn wurde das Erz auf die texanische Seite des Flusses transportiert, wo es aufbereitet wurde. 1882 hatte der Eisenbahnbau der „Galveston, Harrisburg & San Antonio Railway“ die Gegend von Marathon (Texas) erreicht, so dass dies die kürzeste Verbindung war, um das Erz abzutransportieren.
Eine feste Siedlung bildete sich in Boquillas ab 1894, als Dennis Edward Lindsay ein Warenhaus eröffnete, um die Arbeiter auf beiden Seiten des Flusses zu versorgen. 1896 betrug die Einwohnerzahl auf texanischer Seite 300 und auf mexikanischer rund 1000, und Boquillas bekam eine eigene Poststation. Boquillas del Carmen wurde 1897 eine eigene Gemeinde und hatte 1899 rund 2000 Einwohner. Im gleichen Jahr übernahm die „American Smelting and Refining Company“ den Schmelzofen und den Erztransport.
Als Lindsay 1900 sein Geschäft aufgab und nach Lajitas zog, eröffnete Martin Solis, der in der Gegend eine Ranch betrieb, ein Warenhaus. Kurze Zeit später wurde durch Jesse Deemer ein weiterer Store eröffnet.
Um 1900 ließ sich der deutsche Einwanderer Max A. Ernst etwa zwölf Kilometer nordwestlich von Boquillas als Rancher nieder. Er war Notar, Friedensrichter, Bevollmächtigter des Brewster Countys und errichtete die erste Schule in Boquillas, 1901 übernahm er die Poststation. In Konkurrenz zu den bestehenden Warenhäusern eröffnete er den „Big Tinaja Store“. Am 27. September 1908 wurde er erschossen, sein Tod konnte nie aufgeklärt werden.
1911 wurde der Schmelzofen in Boquillas stillgelegt, und die „American Smelting and Refining Company“ betrieb in El Paso den einzigen Schmelzofen in West-Texas. 1914 versuchte eine Gruppe texanischer Geschäftsleute den Erztransport neu zu organisieren, jedoch schlossen die Minen in Boquilla del Carmen noch vor dem Ende des Ersten Weltkrieges.
Im Rahmen der mexikanischen Revolution kam es am 5. Mai 1916 zu einem Überfall von Truppen des mexikanischen Revolutionsführers Francisco Pancho Villa auf die Orte Glenn Springs (Texas) und Boquillas. Der Angriff der rund 200 Villistas auf Boquillas konnte abgewehrt werden
Mit dem Schließen der Silber- und Bleiminen auf mexikanischer Seite verließen die Einwohner Boquillas und Boquillas del Carmen. Die Einwohnerzahl von Boquillas betrug Ende der 1930er Jahre 25, stieg auf 40 Ende der 1940er Jahre und sank auf sechs Anfang der 1960er Jahre.
Heute ist Boquillas ein Ausflugsziel für Touristen, die in dem nahegelegenen Rio Grande Village einen Anlaufpunkt haben, jedoch litt die Gegend touristisch zwischen 2002 und 2013 durch die Schließung des Grenzübergangs nach Mexiko. Vom Ort Boquillas sind lediglich einige Ruinen erhalten.